# Wolfhampcote
Wolfhampcote is een civil parish in het bestuurlijke gebied Rugby, in het Engelse graafschap Warwickshire met 284 inwoners.